# 拉迈
拉迈（Lamai），是印度曼尼普尔邦东因帕尔县的一个城镇。总人口4077（2001年）。

## 人口
该地2001年总人口4077人，其中男性2079人，女性1998人；0—6岁人口510人，其中男269人，女241人；识字率65.86%，其中男性为73.98%，女性为57.41%。